# Памятник Ленину (Екатеринбург)
Па́мятник Ле́нину на площади 1905 года в Екатеринбурге — памятник советскому государственному деятелю Владимиру Ильичу Ленину. Является одной из достопримечательностей города Екатеринбург. Памятник скульптора Владимира Ингала, архитекторов Анатолия Прибульского и Петра Деминцева был открыт 5 ноября 1957 года на Площади 1905 года в центре города.

## История
Кафедральная площадь в Екатеринбурге являлась главной городской площадью. До 1930 года на площади находился Богоявленский кафедральный собор, перед которым в 1906 году был установлен памятник русскому императору Александру ІІ. В 1918 году его место заняла Статуя Свободы. В июле 1918 года в город вошли отряды Белой армии, которые разобрали статую Свободы. В 1919 году под руководством скульптора Степана Эрьзи на постамент водрузили бюст Карла Маркса. 1 мая 1920 года вместо бюста установили памятник Освобождённого Труда, представлявший собой скульптуру обнажённого мужчины, которую в народе именовали в народе «Ванька Голый». Это был символ освобождённого труда. В июле 1926 года памятник был демонтирован. В 1930 году Богоявленский кафедральный собор был демонтирован. На его месте, в центре площади воздвигли гранитную трибуну, где местные руководители принимали приветствия во время демонстраций. Над трибуной вначале был сооружён большой портрет И. В. Сталина, а в 1948 году памятник отцу народов. В проектах остался монумент, в центре которого должны были быть расположены скульптуры В. И. Ленина и И. В. Сталина. В 1953 году памятник И. В. Сталину был снят .
К 40-й годовщине Октябрьской революции 5 ноября 1957 года над трибуной и был воздвигнут памятник В. И. Ленину скульптора Владимира Ингала, архитекторов Анатолия Прибульского и Петра Деминцева. Сам монумент был отлит на ленинградском заводе «Монументскульптура».
6 ноября 1957 года состоялось торжественное открытие памятника представителями трёх поколений уральцев — ветеран коммунист Иван Петрович Сапожников, кузнец Уралмашзавода комсомолец Анатолий Шатунов и ученица школы № 9 юная пионерка Маша Степанович.

## Описание
Памятник В. И. Ленину вошёл в «Список памятников искусства, подлежащих охране как памятники государственного значения» по Постановлению Совета Министров РСФСР в 1960 году. В 1997 году памятник был исключён из перечня объектов исторического и культурного федерального значения по Указу Президента Российской Федерации. В 1998 году Памятник Ленину В. И. стал являться объектом культурного наследия РФ регионального значения по постановлению Правительства Свердловской области и по настоящий момент находится в «Перечне объектов культурного наследия, включённых в единый государственный реестр объектов культурного наследия (памятников истории и культуры) народов Российской Федерации и расположенных на территории Свердловской области».
Памятник выполнен в виде скульптуры выступающего вождя, у которого правая рука поднята, левая сжимает распахнутое пальто. Бронзовая фигура высотой в 6 метров установлена на гранитном постаменте серого цвета в 10,2 метра. На постамент нанесена цитата Владимира Ильича:
Всё, чего мы достигли, показывает, что мы опираемся на самую чудесную в мире силу — на силу рабочих и крестьян.
От памятника В. И. Ленину берёт своё начало Красная линия — пешеходный туристический маршрут для самостоятельного прохождения жителями и гостями города экскурсии по историческому центру города.

## Галерея

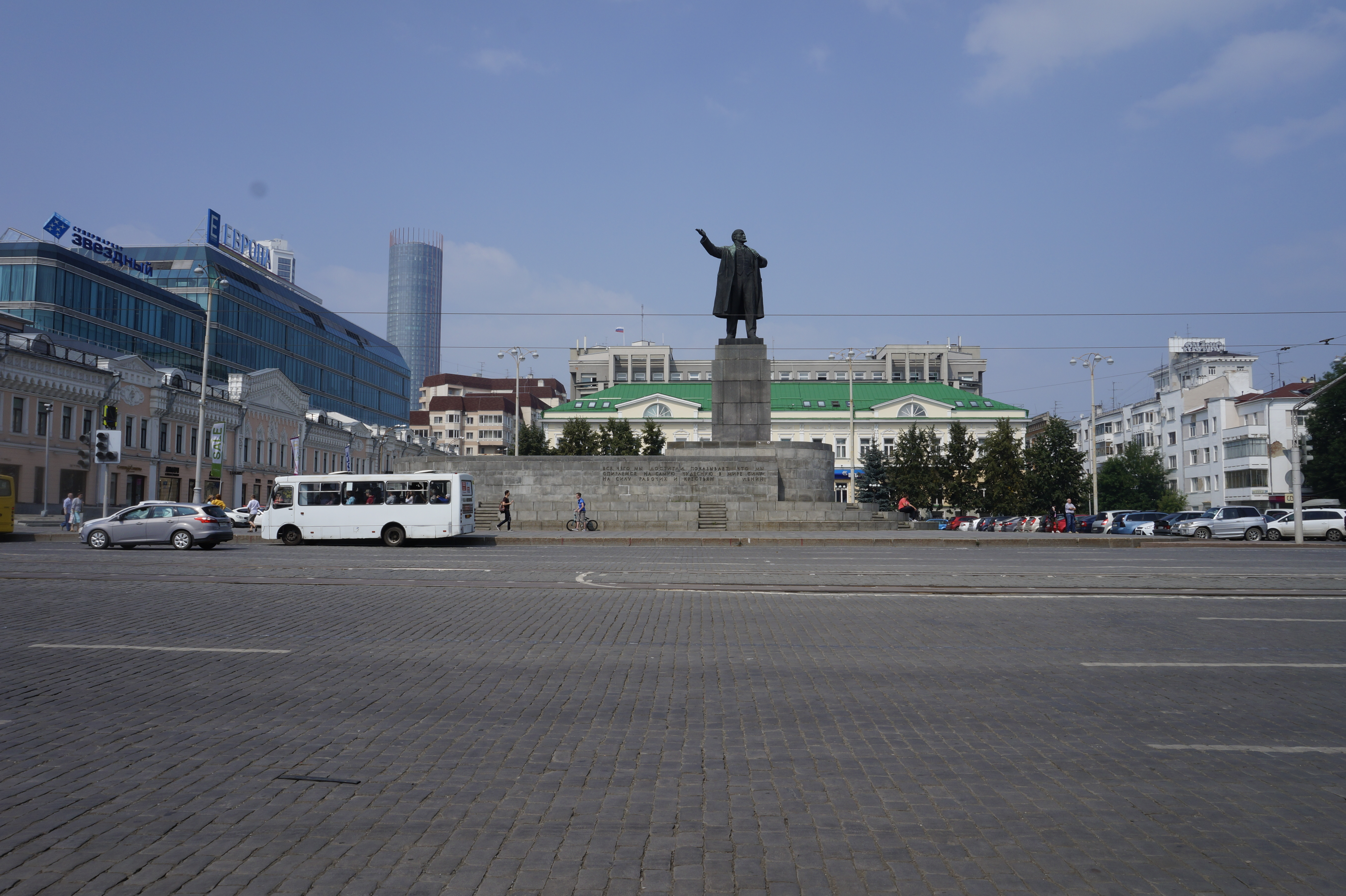
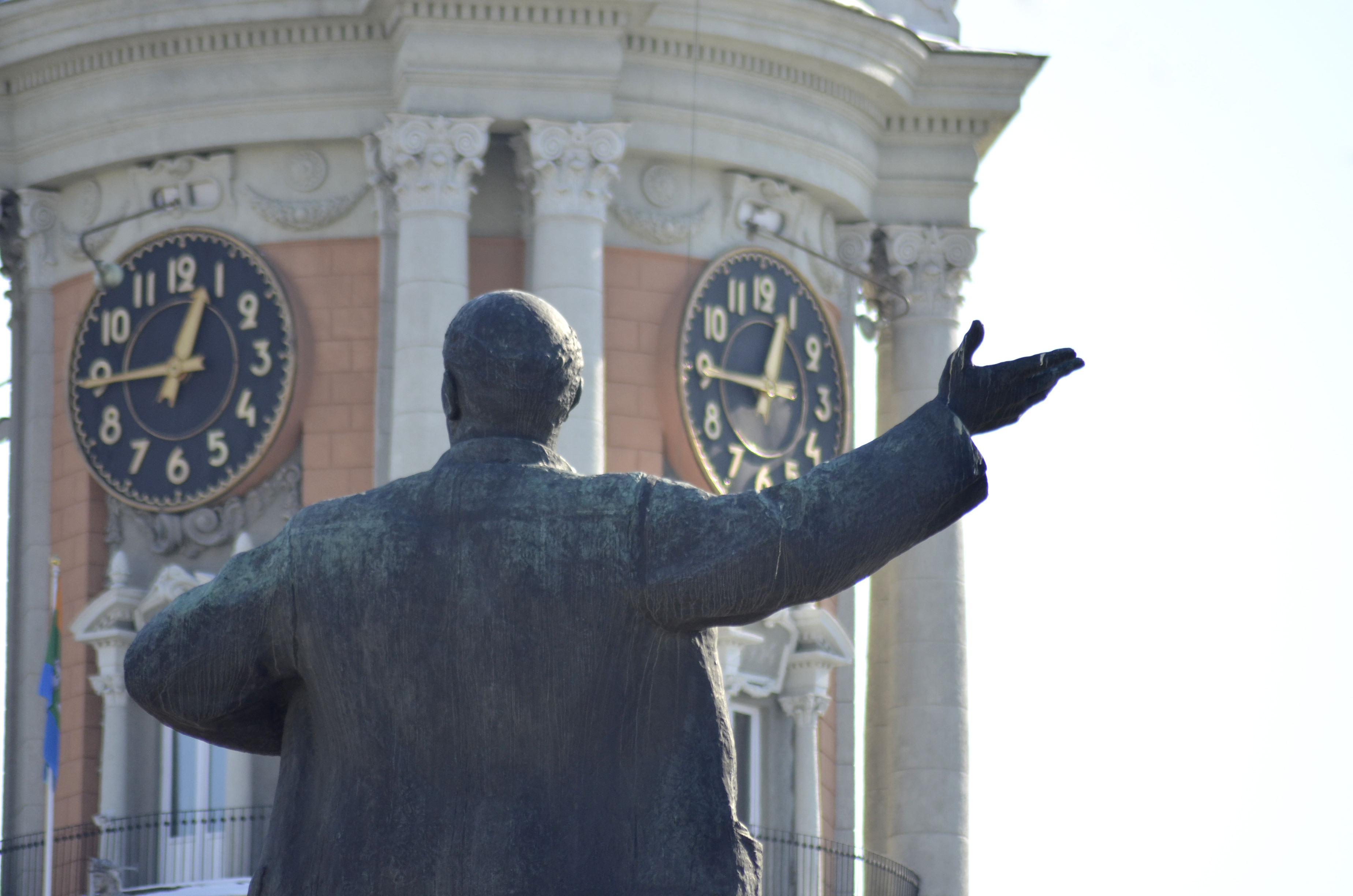
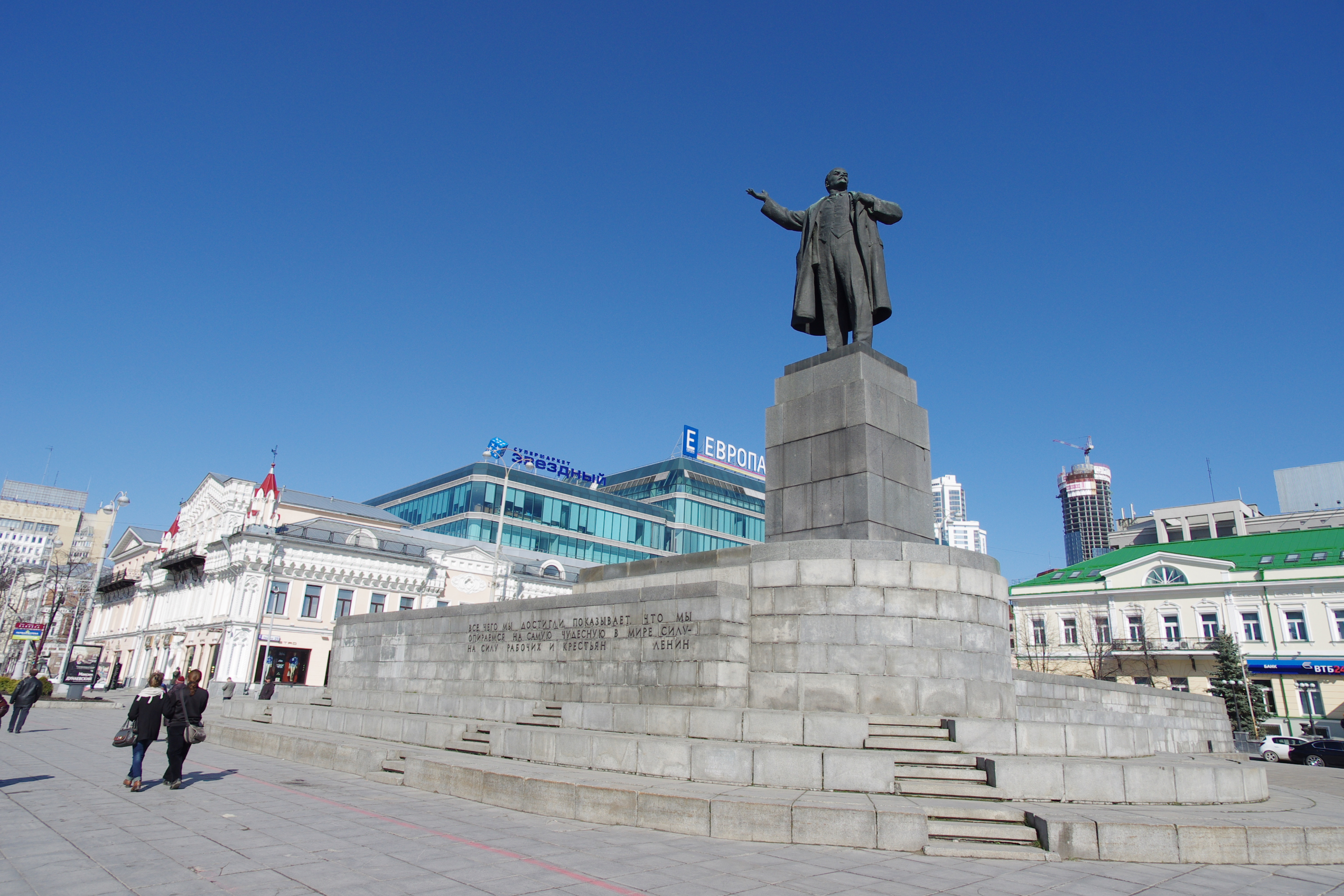
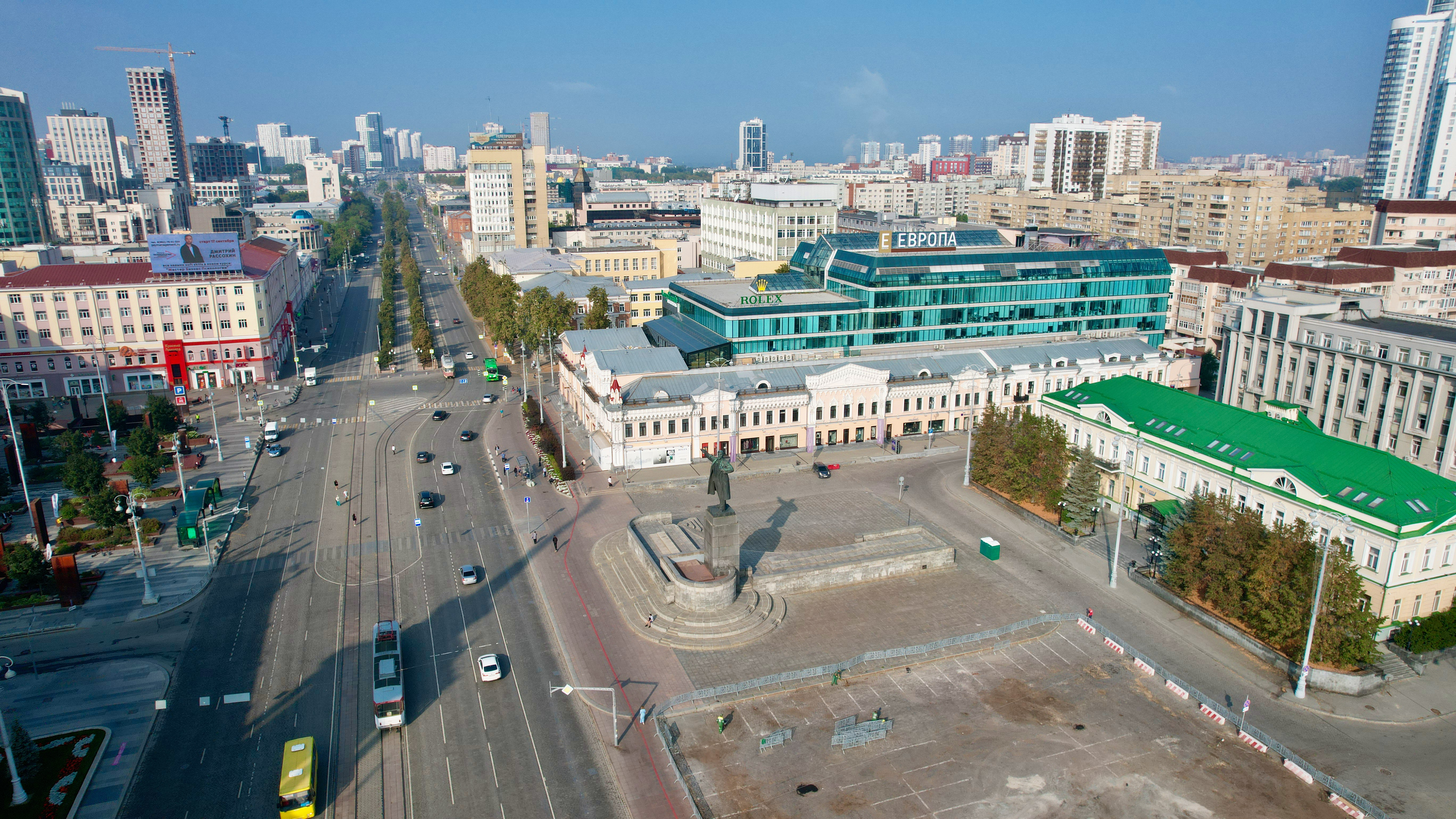